# レーティッシュ鉄道Ge2/4形電気機関車

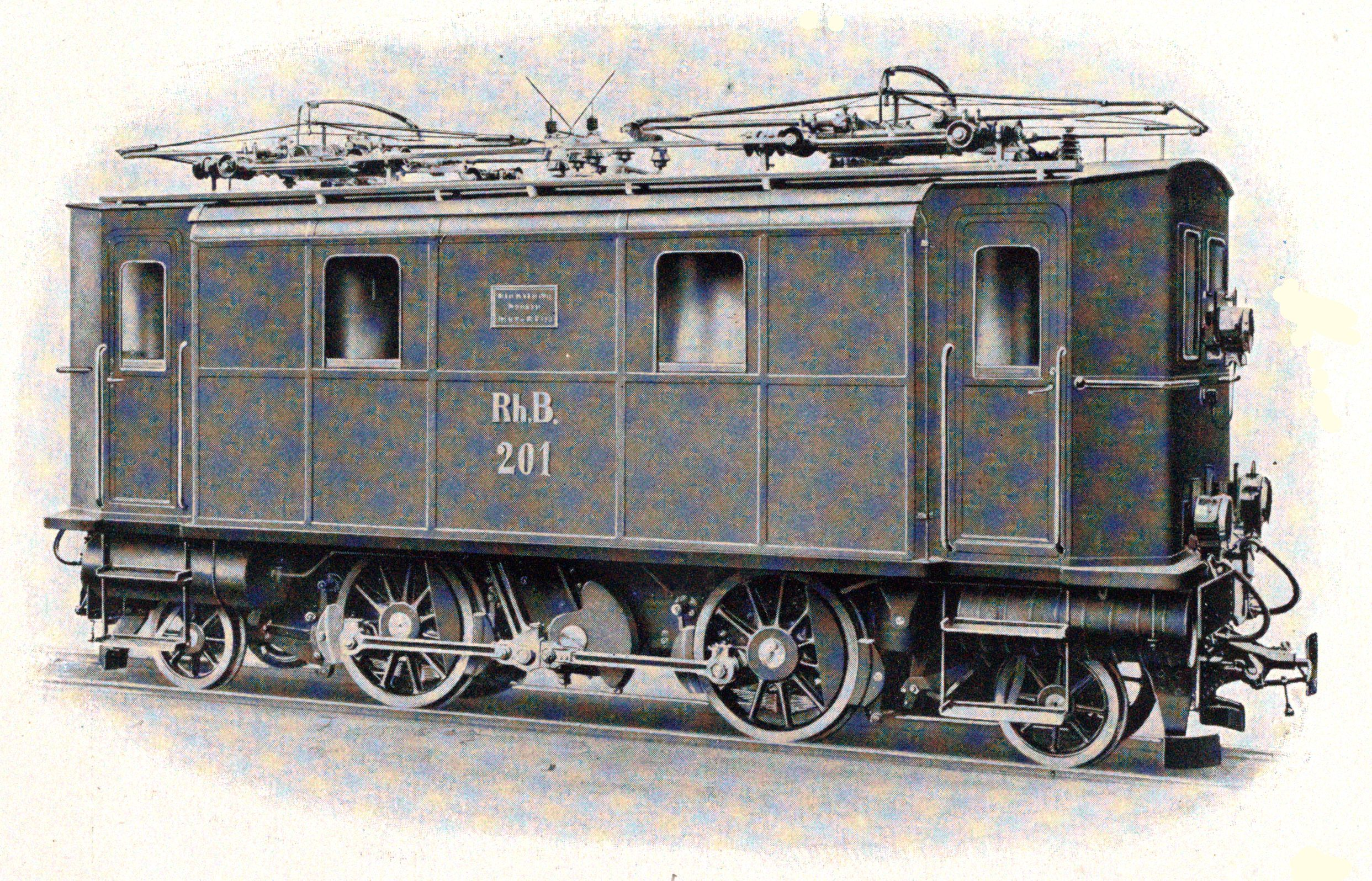
製造当初ののGe2/4 201号機、メーカー公式写真、1912年頃

レーティッシュ鉄道Ge2/4形電気機関車（レーティッシュてつどうGe2/4がたでんきかんしゃ）は、スイス最大の私鉄であるレーティッシュ鉄道（Rhätischen Bahn (RhB)）の本線系統で使用される山岳鉄道用電気機関車である。　

## 概要
レーティッシュ鉄道の本線系統は、1913年に最初から電化で開通したエンガディン線を手始めに1922年までに全線が交流11 kV 16 2/3 Hzで電化されたが、使用される電気機関車としては、軸配置1'D1'のGe4/6形8機とともに、軸配置1'B1'のGe2/4形7機が用意された。この機体は4軸駆動、主電動機2台搭載のGe4/6形に対して、主電動機を1台搭載としたロッド式の2軸駆動機であり、1912年に2機、1913年に5機が、SLM製の車体、機械部分、走行装置に、BBCが製の電機部分、主電動機を搭載して製造されたもので、価格は1機72,000スイス・フランである。また、性能的にもGe4/6形の約半分であり、1時間定格出力220kW、牽引力26kNを発揮し、25パーミルで90tを28km/hで牽引可能であった。
Ge2/4形はその後入換用に使用されていた蒸気機関車の代替用に一部が凸型車体の入換機に改造され、1943年に1機が電気/蓄電池兼用機のGea2/4形211号機となり、その後1967年には電気/ディーゼル兼用機のGem2/4形211号機に再改造されたほか、1946年と1943年に各1機が電気専用のGe2/4形212、213号機となっている。また、残った機体のうち2機は1946年に形態はほぼそのままで本線・入換兼用機として出力増強、近代化改造され、Ge2/4形221、222号機となっている。
それぞれの機番と製造所、SLM製番、BBC製番、製造年、改造後機番、改造年は下記のとおりである。
- 201 - SLM/BBC - 2256 - 723 - 1912年12月27日 - 213 - 1944年4月12日
- 202 - SLM/BBC - 2257 - 724 - 1913年1月25日 - 211（蓄電池兼用） - 1943年2月1日 - 211（ディーゼル兼用） - 1967年1月26日
- 203 - SLM/BBC - 2306 - 725 - 1913年4月16日 - 221 - 1945年6月6日
- 204 - SLM/BBC - 2307 - 726 - 1913年4月26日 - 222 - 1946年6月1日
- 205 - SLM/BBC - 2308 - 727 - 1913年5月17日
- 206 - SLM/BBC - 2309 - 728 - 1913年6月6日- 212 - 1943年7月7日
- 207 - SLM/BBC - 2310 - 729 - 1913年6月23日

## 仕様

### 車体
- 車体は車体端を絞り、機械室部分と運転室部分に段差があるこの時代のスイス製電気機関車の標準スタイルで、Ge4/6形とも同デザインである。
- 屋根上には大形のパンタグラフが2基設置され、車体の機械室の2箇所の明取窓とルーバー付きの側面壁が全面取外式となっている。
- 運転室は長さ約1200 mmで、ハンドル式のマスターコントローラーによりが運転操作を行う。乗務員室扉の窓は下落としで、正面窓上に換気窓を持つ。また、機械室は両側通路式で変圧器室と主電動機室に分けられている。
- 正面は非貫通で縦長の2枚窓、正面窓間と下部左右の3箇所に丸型の引掛式の前照灯が設置されている。連結器はねじ式連結器で緩衝器が中央、フック・リングがその左右にあるタイプである。また、当初は前位側に車体の前面下部を大きく覆う形で連結器も取付けられた大型のスノープラウを冬季に設置していたが、その後は前位・後位側共に前面の連結器下部にスノープラウを設置する方式となった。
- 塗装
  - 当初は車体を深緑色で、側面中央に"RhB"と機番の切抜文字が、正面下部中央に機番の切抜文字が設置されていた。床下機器は黒、屋根および屋根上機器がライトグレーであった。
  - その後1921、22年には車体が茶色に変更されている。

### 走行機器
- 制御方式は、デリー反発電動機の2対のブラシの相対位置を変化させることにより制御を行う方式である。
- 主変圧器は車体内機械室の後位側に設置され、出力は駆動用が995 V、補機用が315 Vで、変圧器容量の415 kVAのうち列車暖房用に60 kVAを使用する。
- 主電動機は機械室内の車体前後中央から前位よりに600 mmの位置に出力221 kW、直径2150 mmの大形、低速回転のデリー反発電動機が台枠に半埋込に設置されており、主電動機からクランクとサイドロッドのみでギヤを使用せずに動力を伝達して1時間定格牽引力26 kNの性能を発揮する。
- 台枠は板台枠構造で、2軸の動輪の前後に先台車が付き、先輪と動輪2軸がイコライザにより接続されており、先輪の横動量は110 mm、動輪径は1070 mm、先輪径は710 mmである。
- 補機として電動空気圧縮機と出力18 V、500 Wの電動発電機を搭載しており、いずれも315 Vのデリー反発電動機駆動である。

### 改造

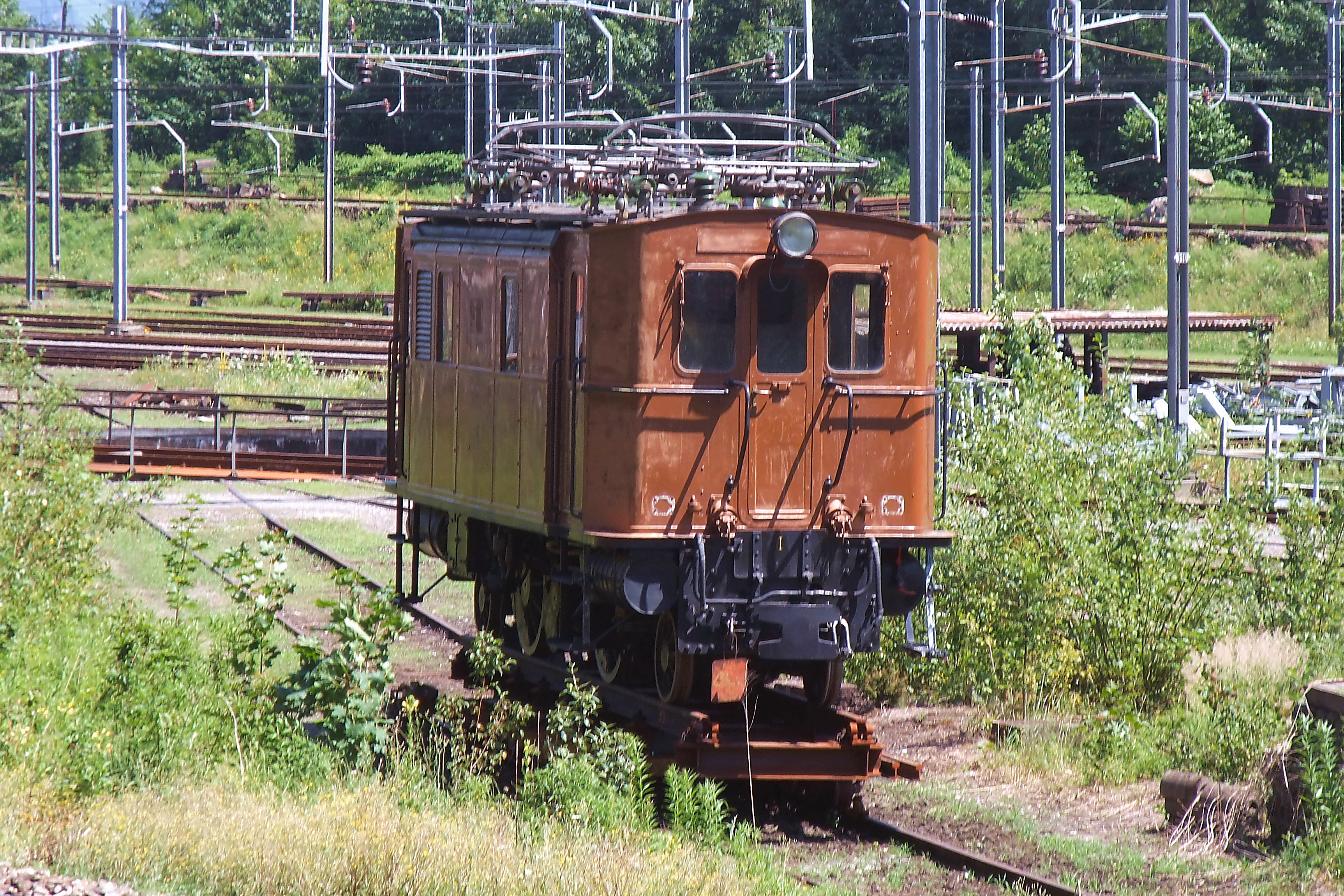
正面に貫通扉を設置改造後のGe2/4 205号機、2010年

- 205号機は事故復旧時に1921年5月31日付で車体を新製しており、この際正面に貫通扉が設けられたため、他の機体と外観が異なっている。
- 1927年3月22日には206号機が同様に事故復旧時に車体を新製しているが、本機は原形に復されている。
- このほか各機体に対して片側のパンタグラフを新型のものに変更するなどの改造が行われている。

### 主要諸元
- 軌間：1000mm
- 電気方式：AC 11 kV 16 2/3 Hz架空線式
- 最大寸法：全長8700 mm（スノープラウ付9448 mm）、全幅2650 mm、全高4050 mm（パンタグラフ折畳時）、全軸距6000 mm、固定軸距2600 mm
- 自重：36.71 t（機械部分18.9 t、電機部分重量17.81 t、動輪周上重量21.8 t）
- 動輪径：1070 mm
- 先輪径：710 mm
- 走行装置
  - 主制御装置：主電動機ブラシ相対位置制御
  - 主電動機：BBC製Typ EZ-12-300-167デリー反発電動機×1台（12極、動輪周上1時間定格出力221 kW、29 km/h）
- 牽引力：
  - 牽引力：26 kN（1時間定格）、71 kN（最大）
  - 牽引トン数：90 t（25パーミル、28 km/h）
- 最高速度：50 km/h
- ブレーキ装置：手ブレーキ、真空ブレーキ

## Gea2/4→Gem2/4 211形

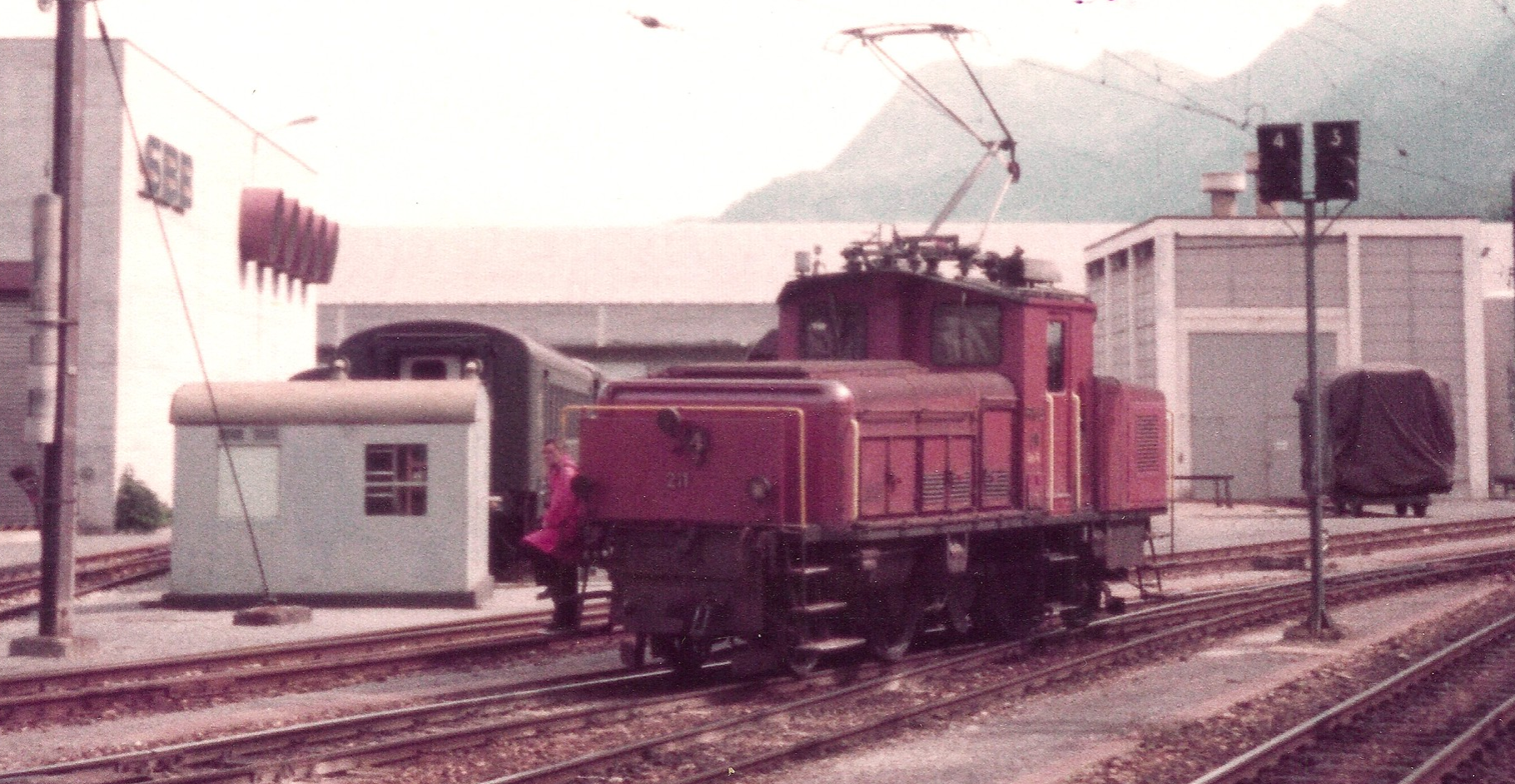
ディーゼル/電気兼用機に改造後のGem2/4 211号機、クール駅、1982年

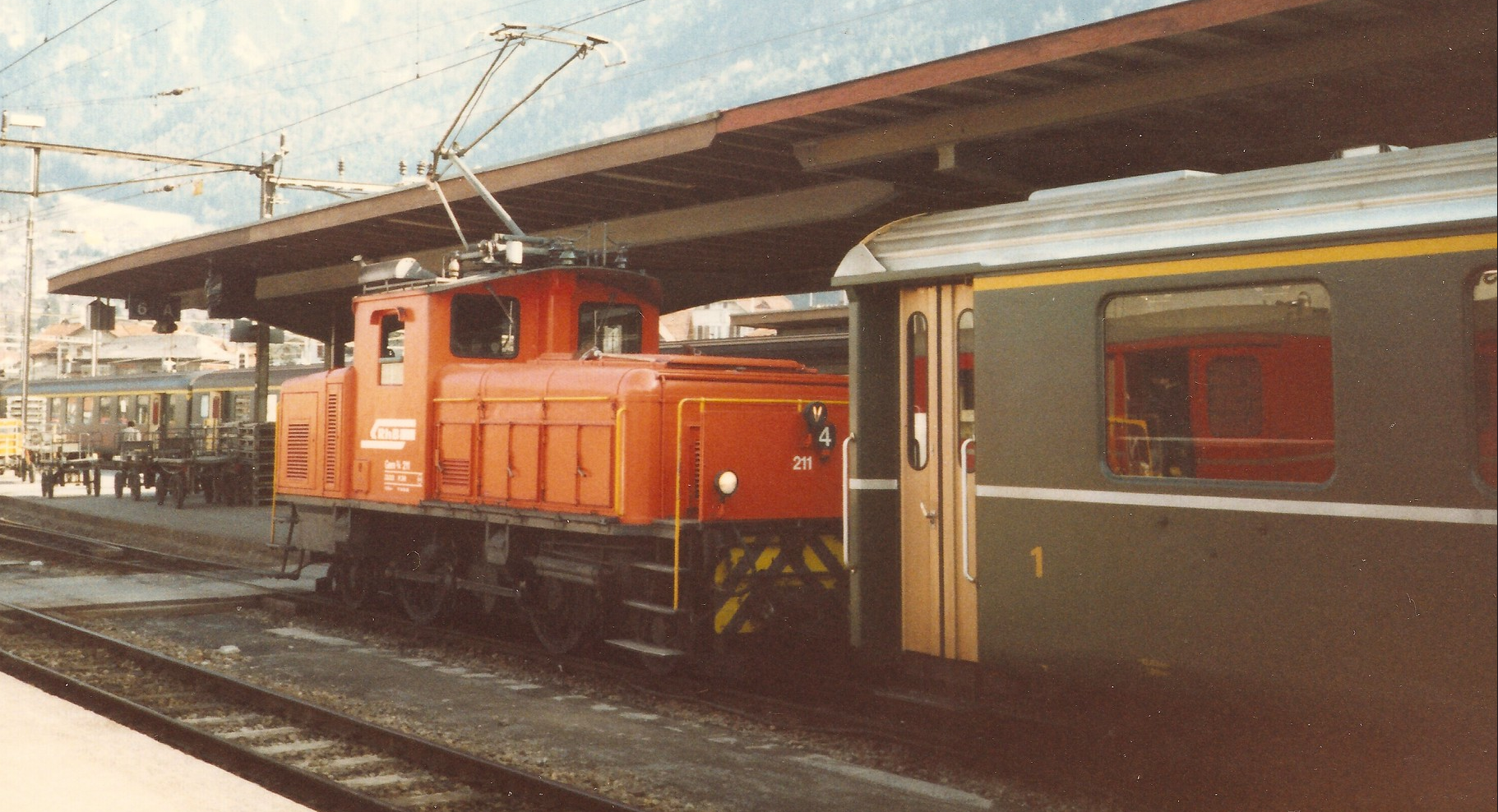
車体塗色がオレンジ色に変更となったのGem2/4 211号機、クール駅、1988年

1943年に入換用機として202号機を機械部分はSLM、電機部分をBBC、MFOで改造したもので、主にDC 2000 Vのクール・アローザ線との入換作業のほか、その他非電化区間やAC 11 kV以外の電化区間でも使用できるよう、蓄電池併用のGea2/4 211号機となっている。さらに1967年には機械部分をSLM、電機部分をBBC、SAAS、機関をDeutz-Dieselで改造し、蓄電池をディーゼルエンジンと発電機に換装してGem2/4 211形となっている。改造費用はGea2/4形が54,000スイスフラン、Gem2/4形が260,000スイス・フランである。

### 車体
- 車体はセミセンターキャブの凸型で両端にデッキ付、運転室前後の機械室は運転室とほぼ同幅で、前位側が長く、主電動機、主変圧器、補機類などが設置されており、これと反対側の後位側が短く、蓄電池とバラストが設置されている。
- 屋根上には大形のパンタグラフが1基設置され、運転室から前後に大きく張出して庇となっている。
- 運転室は長さ約1700mmで、前位側に設置されたハンドル式のマスターコントローラーによりが運転操作を行う。乗務員室扉は片側のみの設置で窓は下落とし式である。
- 運転室正面は非貫通で2枚窓、正面窓間とデッキの正面仕切左右の3箇所に丸型の引掛式の前照灯が設置されている。連結器はねじ式連結器で緩衝器（バッファ）が中央、フック・リングがその左右にあるタイプである。
- 塗装
  - 当初は車体が茶色で、運転室側面に"RhB"と機番の切抜文字が、デッキの正面仕切中央に機番の切抜文字が設置されていた。床下機器は黒、屋根および屋根上機器がライトグレーであった。
- また、ディーゼル兼用化改造後時に塗装が車体は濃赤色、床下機器がダークグレーに変更されている。
- その後1994年4月26日には車体が明るいオレンジ色、屋根が銀色となり、切抜文字類を撤去して運転室側面とデッキの正面仕切右側に機番が、前位側の機器室にレーティッシュ鉄道のロゴが入るよう変更されている。

### 走行機器
- 制御方式は主電動機を通常の交流整流子電動機に換装してタップ切換で制御する方式としており、蓄電池からの電力により走行する場合には蓄電池の接続を切り換えて制御する方式としている。主変圧器は容量255 kVAでタップ切換は12段、蓄電池容量は当初は300 Ahであったが1946年に450 Ahに強化されている。
- 主電動機は機械室のもともとデリー反発電動機が設置されていた位置にBBC製のTyp ELM 424交流整流子電動機1台を設置しており、主電動機直接駆動から2段減速式に変更してジャック軸からサイドロッドで動輪に動力を伝達する方式としている。なお、1時間定格は架線電圧での走行時は228 kW、蓄電池走行時は155 kW、主電動機冷却は機械室内に設置されたファンによる強制通風式である。
- 台枠は原形と同じ板台枠構造で、先台車のみ変更され、全軸距が200 mm短縮され、横動量は100 mmとなっている。

### 改造
- 1965年から蓄電池とバラストをディーゼル発電機に換装する工事を実施し、1967年よりGem2/4形に形式変更している。
- 改造内容は後位側の機械室に設置されていた蓄電池を撤去してDeutz製で出力230 PS / 2000 rpm、V型12気筒のTyp A12L-714ディーゼルエンジンと発電機を搭載するもので、機械室も交換されて機器点検蓋などの形態が平滑なものになっており、運転室前面中央に煙突が設置されている。
- ディーゼルエンジン走行時の定格出力は162 kWと蓄電池走行時より強化されている。
- ブレーキは当初真空ブレーキと手ブレーキのみであったが、ディーゼル兼用化工事時に入換用空気ブレーキ、列車用真空ブレーキ、手ブレーキの構成に変更している。
- また、集電装置がシーメンス製のシングルアーム式のものに変更されている。

### 主要諸元
- 軌間：1000mm
- 電気方式：AC 11 kV 16 2/3 Hz架空線式および蓄電池式もしくはディーゼル発電式
- 最大寸法：全長8700 mm、全幅2696 mm、全高4050 mm（パンタグラフ折畳時）、全軸距6000 mm、固定軸距2600 mm
- 自重：
  - Gea2/4：33.5 t（機械部分19 t、電機部分重量12.5 t、バラスト2 t、動輪周上重量21.6 t）
  - Gem2/4：34 t（機械部分20 t、電機部分重量13 t、動輪周上重量21.6 t）
- 動輪径：1070 mm
- 先輪径：710 mm
- 走行装置
  - 主制御装置：主電動機電圧制御
  - 主電動機：BBC製Typ ELM 424交流整流子電動機×1台（1時間定格出力230 kW、27 km/h）
  - 減速比：8.420
  - 主機：Deutz製Typ A12L-714ディーゼルエンジン（230 ps / 2000 rpm、V型12気筒、ボアおよびストローク110 × 140 mm）
- 牽引力：
  - 牽引力（架線走行）：29 kN（1時間定格、26.8 km/h）、70 kN（最大）
  - 牽引力（蓄電池走行）：20 kN（1時間定格、22 km/h）
  - 牽引力（ディーゼル走行）：20 kN（1時間定格、22 km/h）
- 最高速度：55 km/h
- ブレーキ装置：手ブレーキ、真空ブレーキ（後に入換用空気ブレーキ、列車用真空ブレーキに変更）

## Ge2/4 212-213形

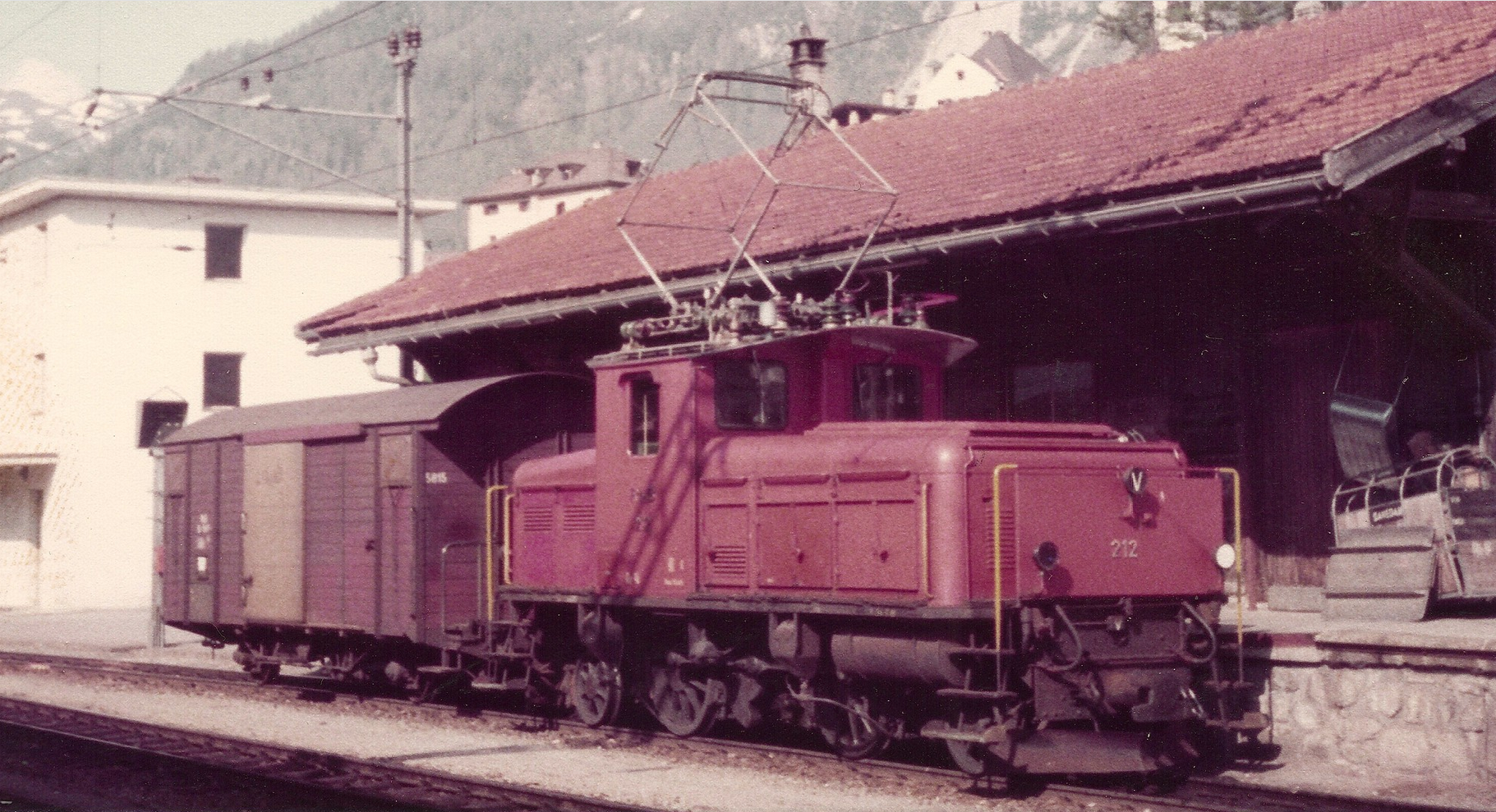
入換用機に改造後のGe2/4 212号機、サメダン駅で入換に使用中、1982年

1943、44年に入換用機として206、201号機を機械部分はSLM、電機部分をBBCで改造したもので、外観はGea2/4形と同一、改造費用は1機165,000スイス・フランである。

### 車体、走行機器
- 車体および走行機器はGea2/4 211形と同一であり、蓄電池を設置しない後位側の機械室は機器点検口や換気口なども同一であるが内部にはバラストのみが積載されている。
- 塗装もGea2/4 211形と同一で茶色→濃赤色となり、212号機は1993年4月8日にオレンジ色塗装に変更されている。

### 改造
- 212号機は1968年9月30日、213号機は1967年9月27日にブレーキの改造を行い、列車用真空ブレーキ、手ブレーキの構成に変更している。

### 主要諸元
- 軌間：1000mm
- 電気方式：AC 11 kV 16 2/3 Hz架空線式
- 最大寸法：全長8700 mm、全幅2650 mm、全高4050 mm（パンタグラフ折畳時）、全軸距6000 mm、固定軸距2600 mm
- 自重：34.0 t（機械部分19 t、電機部分重量10.75 t、バラスト4.35 t、動輪周上重量21.6 t）
- 動輪径：1070 mm
- 先輪径：710 mm
- 走行装置
  - 主制御装置：タップ切換制御
  - 主電動機：BBC製Typ ELM 424交流整流子電動機×1台（1時間定格出力230 kW、28.8 km/h）
  - 減速比：8.420
- 牽引力：29 kN（1時間定格、26.8 km/h）、70 kN（最大）
- 最高速度：55 km/h
- ブレーキ装置：手ブレーキ、真空ブレーキ（後に入換用空気ブレーキ、列車用真空ブレーキに変更）

## Ge2/4 221-222形

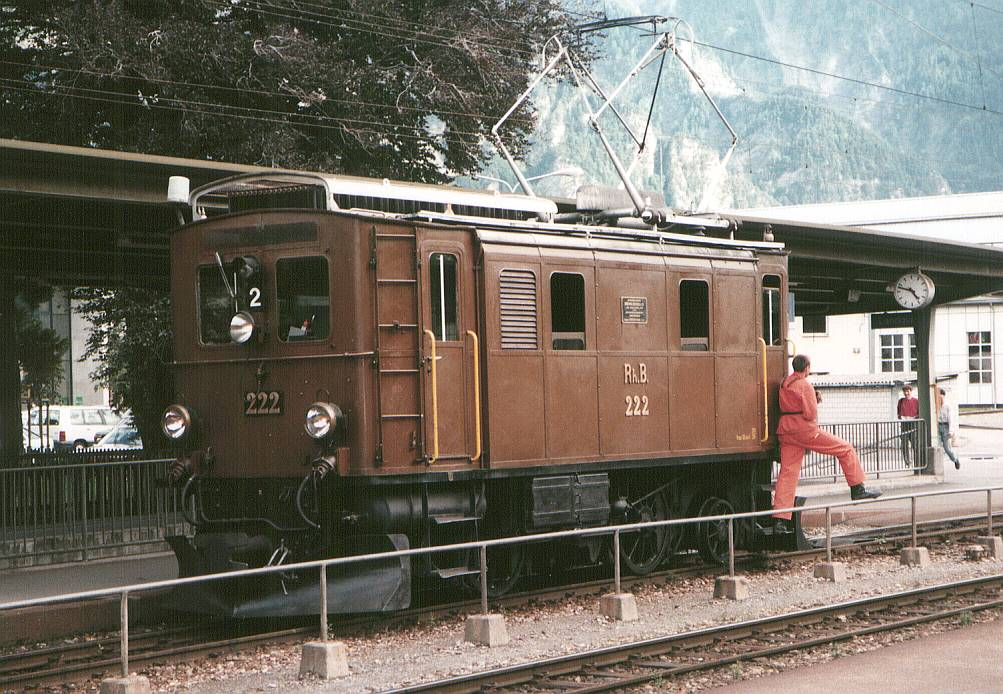
近代化改造後のGe2/4 222号機、ラントクアルト駅で入換に使用中、1996年

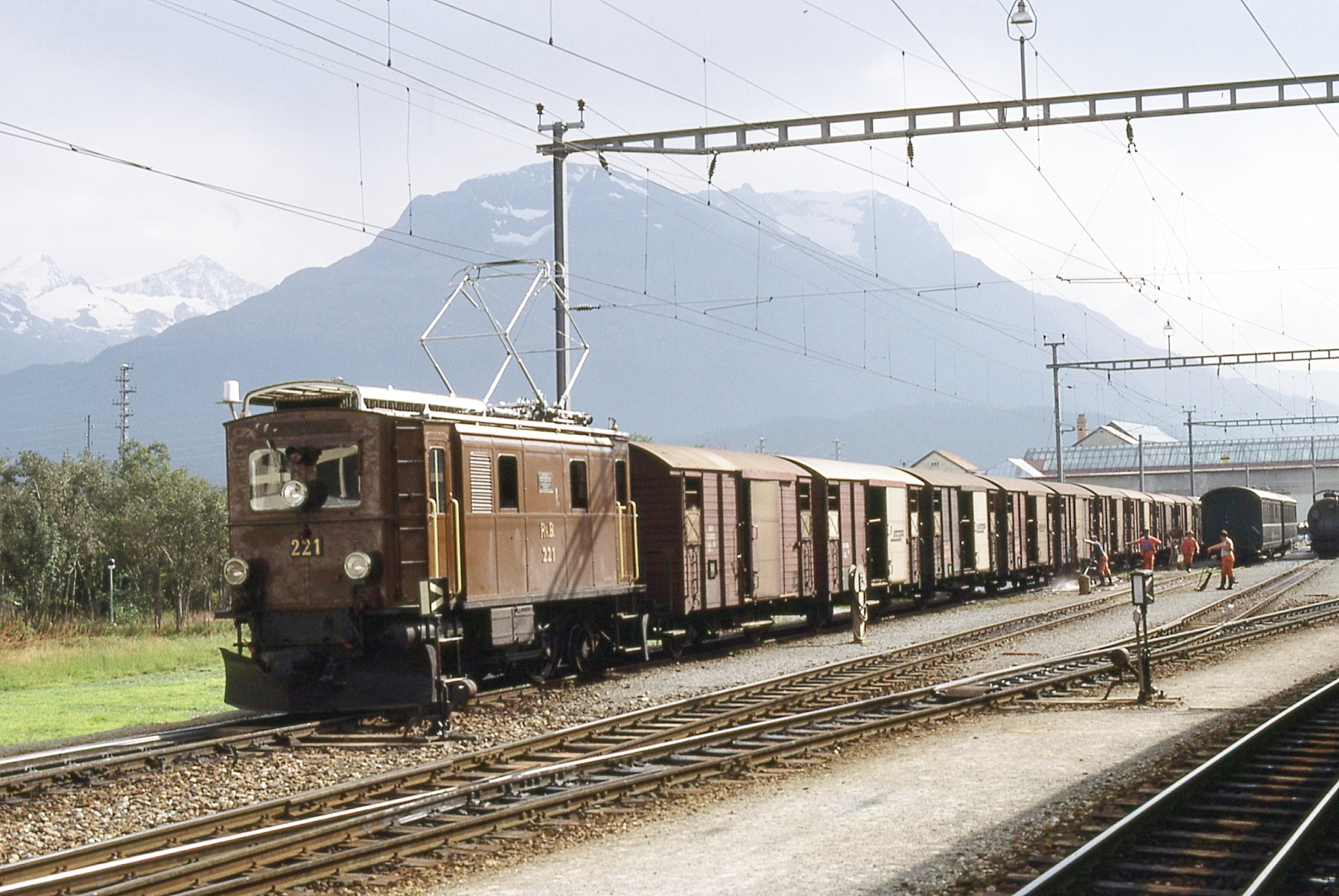
近代化改造後のGe2/4 221号機、ローカル貨物列車を牽引、1980年

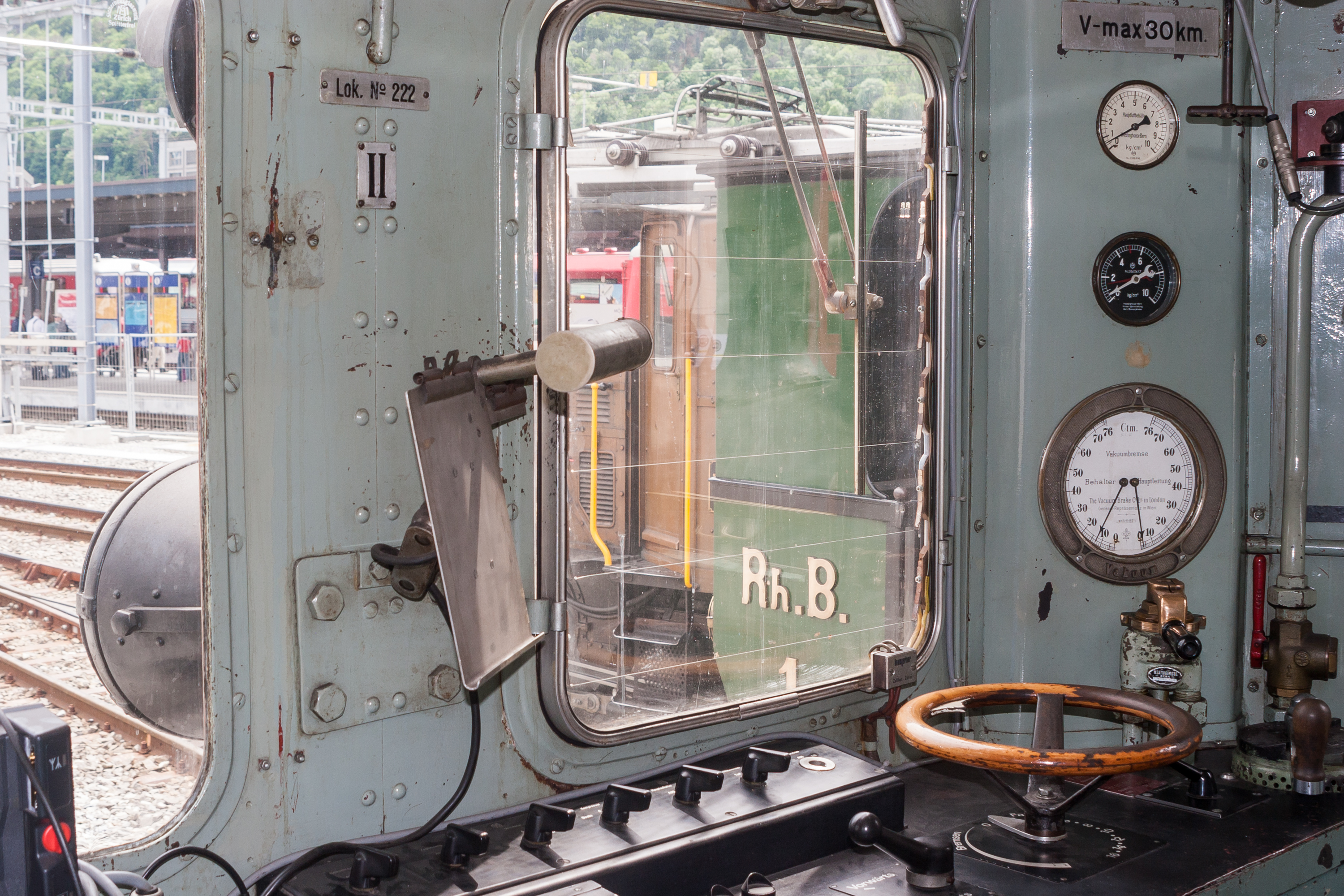
近代化改造後のGe2/4 222号機の運転台、機関士が立って運転する形態、2008年

1945、46年に203、204号機を出力増強、近代化して221、222号機に改番したもので、機械部分はSLM、電機部分をBBCが担当し、実際の改造はレーティッシュ鉄道のラントクアルト工場で実施されて、改造費用は1機172,000スイス・フランである。なお、入換機に改造された201、202、206号機とは異なり外観はほぼ原形のまま、本線の小列車などに使用できるよう改造されている。

### 車体
- 車体はほぼ原形と同一であるが、機器類の変更にともなって一部明取窓をルーバーに変更している。また、発電ブレーキの設置にともない屋根上のパンタグラフを1基撤去して発電ブレーキ用抵抗器を設けたほか、正面窓間の前照灯の上に標識灯が設置されている。なお、機器類が軽量化されたため、機器室内に2.2tのバラストを積載している。
- 塗装も原形と変わらず茶色で、後に屋根のみ銀色に変更されている。また、切抜文字類も原形のものを踏襲している。

### 走行機器
- 外観は変化は少ないが、走行機器は一新されており、交流整流子電動機をタップ切換で制御する通常の制御方式となっている。
- 主変圧器は主電動機の容量増により450 kVAとなっており、タップ切換は13段である。
- 主電動機は機械室内のもともとデリー反発電動機が設置されていた場所にBBC製のTyp ELM 683交流整流子電動機を1台設置しており、主電動機直接駆動から2段減速式に変更して、ジャック軸からサイドロッドで動輪に動力を伝達する方式としている。なお、この主電動機はスイス国鉄のRe4/4 I形の10001-10026号機と同一のものであり、1時間定格は221 kWから450 kWに強化されている。また、主電動機および主変圧器冷却油の冷却は機械室内に設置されたファンによる強制通風式である。
- ブレーキ装置は真空ブレーキと手ブレーキから発電ブレーキ、空気ブレーキ、入換用空気ブレーキ、列車用真空ブレーキ、手ブレーキの構成に変更されている。
- 台枠は原形と同じ板台枠構造で、先台車のみ変更され、全軸距が200 mm短縮、横動量は100 mmとなっている。

### 改造
- 221号機は1957年、222号機は1954年に真空ポンプを新型に交換するなどの更新改造を行っている。
- さらに221号機は1973年、222号機は1972年に更新改造を行い、制御装置の変更などを行っている。

### 主要諸元
- 軌間：1000 mm
- 電気方式：AC 11 kV 16 2/3 Hz架空線式
- 最大寸法：全長8700 mm、全幅2550 mm、全高4032 mm（パンタグラフ折畳時）、全軸距5800 mm、固定軸距2600 mm
- 自重：34.8 t（機械部分20.1 t、電機部分重量12.5 t、バラスト2.2 t、動輪周上重量21.8 t）
- 動輪径：1070 mm
- 先輪径：710 mm
- 走行装置
  - 主制御装置：タップ切換制御
  - 主電動機：BBC製Typ ELM 683交流整流子電動機×1台（1時間定格出力450kW、39.3 km/h）
  - 減速比：5.070
- 牽引力：39 kN（1時間定格、39.3 km/h）、70 kN（最大）
- 最高速度：65 km/h（1951年以降55 km/h）
- ブレーキ装置：空気ブレーキ、入換用空気ブレーキ、列車用真空ブレーキ、手ブレーキ

## 運行
- 製造後はGe4/6形とともにレーティッシュ鉄道のAC 11 kV区間で使用されていた。主に区間列車用としてエンガディン線で使用されていた。
- 改造後の221、222号機は引き続きアルブラ線やエンガディン線で区間旅客列車の牽引や入換用として使用されていたが、1984年以降は221号機がサメダン機関区の、222号機がラントクアルト機関区のそれぞれ予備機となり、現在では221号機のみが特別列車用として残っている。
- 入換用に改造された機体はレーティッシュ鉄道の主要駅で使用されていたが、蓄電池/ディーゼル兼用の211号機はクール駅でDC 2000V電化のクール-アローザ線との連絡輸送用に使用されていた。
- また、212、213号機はクール、ラントクアルト、サメーダン、イランツの各駅で使用されており、1983年に新しいGe3/3 214、215号機が製造されると212号機が予備となり、213号機はイランツで使用されていた。

## 廃車
- 各機体の廃車年は以下の通り
  - 201 - 213 - 1993年4月10日：事故廃車、解体
  - 202 - 211 - 2001年：解体
  - 203 - 221 - 1998年：解体
  - 205 - 1974年：廃車、ヴィンタートゥールの工業専門学校[6]に保存されており、2007年10月にはレーティッシュ鉄道の鉄道保存団体であるclub 1889などの手により動輪可動の状態にして保存されている。
  - 206 - 212 - 2006年：廃車、フライブルク近郊で保存されている。
  - 207 - 1974年：廃車、1982年からルツェルンの交通博物館に保存されている。
- 222号機はサメダン機関区に特別列車用として残され、さまざまなイベント列車を牽引している。